# Jaak Järv (Schriftsteller)
Jaak Järv (* 17. April 1852 auf dem Hof Roni, Dorf Kivilõppe, heute Gemeinde Tarvastu, Kreis Viljandi/Estland; † Frühling 1920 auf dem Fluss Djoma, Gouvernement Ufa/Sowjetrussland) war ein estnischer Schriftsteller in der Zeit des Nationalen Erwachens.

## Frühe Jahre
Jaak Järv stammte aus einfachen Verhältnissen. Der Vater starb früh. In den Dörfern Soe (heute Gemeinde Tarvastu) und Rõhu (heute Gemeinde Tähtvere) verbrachte er seine Kindheit. Weitgehend im Selbststudium schaffte er das Lehrerexamen und war danach von 1871 bis 1875 an einer Schule in Vastse-Nõo (damals Kirchspiel Nõo) tätig.
Nachdem er seine Unterrichtstätigkeit aufgegeben hatte, lebte er ab 1876 als freiberuflicher Publizist und Journalist in Viljandi und Tallinn. Unter anderem arbeitete er von 1878 bis 1880 eng mit Carl Robert Jakobson und der radikal proestnischen Zeitung Sakala zusammen.

## Zeitung Virulane
1881 kaufte Järv die Zeitung Tartu Eesti Seitung, die er von 1882 bis 1888 unter dem Namen Virulane herausgab. Sie fand vor allem in Nordestland einen großen Leserkreis und war eines der einflussreichsten Blätter der Zeit. Jaak Järv engagierte sich besonders für das estnische Selbstbewusstsein und gegen die Russifizierung, für den Gebrauch der estnischen Sprache auch gegenüber Behörden sowie für die Bildung einer estnischen Kulturnation.
1888 wurde die Zeitung von den russischen Behörden verboten. Wegen der Propagierung sozialistischer Ideen wurde Järv von 1888 bis 1890 aus dem Baltikum verbannt.
Nach seiner Rückkehr nach Estland engagierte sich Järv im Fischhandel. Järv gründete 1905 erneut eine Zeitung, die allerdings nicht an den wirtschaftlichen und publizistischen Erfolg von Virulane anknüpfen konnte.
1912 siedelte er aus beruflichen Gründen nach Moskau um, 1919 nach Samara. Er ertrank im März oder April 1920 bei einem Unglück auf dem Fluss Djoma im Gouvernement Ufa.

## Literarisches Schaffen
Jaak Järv gilt als einer der Gründungsväter der nationalgesinnten estnischen Literatur. Sein Roman Vallimäe neitsi (1885) wird als erster estnischer Roman überhaupt angesehen. Järv behandelt vor allem historische Themen, die in der Zeit der Russifizierung und des Nationalen Erwachens große Bedeutung für die Esten hatten.
In seiner zweiten Lebenshälfte wandte sich Järv immer mehr dem Mystizismus und dem Spiritismus zu. In dieser Zeit widmete er sich mehr der publizistischen und kirchenkritischen Tätigkeit sowie der Propagierung der estnischen Sprache als der Belletristik.

## Wichtigste Werke
- Lillekimbukene (Gedichte, 1873)
- Itaalia tõetunnistaja Filoteo Giordano Bruno (antiklerikale Streitschrift, 1883)
- Vallimäe neitsi (Roman, 1885)
- Mehised mehed (Erzählung, 1889)
- Ristitütar (Erzählung, 1891)
- Karolus (Erzählung, 1892)